# 雅河 (宽甸)
雅河，位于中华人民共和国辽宁省宽甸满族自治县境内，是浑江右岸支流，发源于宽甸县东北部八河川镇雅河村西北的果子岭，自西北向东南纵穿滚马岭，经牛毛坞镇泉山村、张家堡子村、小城子村、青山沟镇青山沟村等地，最后于雅河口村注入浑江。河长48.2千米，流域面积376.8平方千米，年均径流量2.2亿立方米。雅河流域森林植被优良，河床稳固，泥沙含量小。中下游左岸的青山沟是国家级风景名胜区。